# Oklahoma Film Critics Circle Awards 2017
13. ročník předávání cen Oklahoma Film Critics Circle Award se konal dne 2. ledna 2018.

## Vítězové a nominovaní

### Nejlepší film
1. Uteč
2. Tvář vody
3. Lady Bird
4. Dunkerk
5. Dobrý časy
6. Blade Runner 2049
7. Dej mi své jméno
8. The Florida Project
9. Wonder Woman
10. Pěkně blbě

### Nejlepší režisér
1. Jordan Peele – Uteč
2. Guillermo del Toro – Tvář vody

### Nejlepší adaptovaný scénář
1. James Ivory – Dej mi své jméno
2. Scott Neustadter a Michael H. Weber – The Disaster Artist

### Nejlepší původní scénář
1. Jordan Peele – Uteč
2. Greta Gerwig – Lady Bird

### Nejlepší herec v hlavní roli
1. Gary Oldman – Nejtemnější hodina
2. James Franco – The Disaster Artist

### Nejlepší herečka v hlavní roli
1. Sally Hawkins – Tvář vody
2. Saoirse Ronan – Lady Bird

### Nejlepší herec ve vedlejší roli
1. Willem Dafoe – The Florida Project
2. Sam Rockwell – Tři billboardy kousek za Ebbingem

### Nejlepší herečka ve vedlejší roli
1. Laurie Metcalf – Lady Bird
2. Allison Janney – Já, Tonya

### Nejlepší dokument
1. Oklahoma City
2. One of Us

### Nejlepší cizojazyčný film
1. Čtverec
2. First They Killed My Father

### Nejlepší animovaný film
1. Coco
2. LEGO Batman film

### Největší zklamání
1. Tři billboardy kousek za Ebbingem
2. Liga spravedlnosti a Temná věž (remíza)

### Nejlepší první film
1. Jordan Peele – Uteč
2. Kogonada – Columbus

### Nejlepší obsazení
1. Uteč
2. Pěkně blbě

### Nejlepší práce
1. Michael Stuhlbarg – Dej mi své jméno/Akta Pentagon: Skrytá válka/Tvář vody
2. Tracy Letts – The Lovers/Lady Bird/Akta Pentagon: Skrytá válka